# Éxitos (álbum de Fey)
Éxitos es un disco recopilatorio de Fey lanzado en 2000 después de haberse terminado la promoción del álbum El color de los sueños. En este disco se incluyen canciones de las primeras tres producciones discográficas de la cantante.

## Concepto gráfico
La portada del disco es la representación del pop, incluyendo elementos esféricos alusivos al chicle, sobre un fondo naranja, en clara referencia a uno de sus éxitos más destacados y utilizando una fotografía y logo de la época de El color de los sueños. El arte gráfico fue desarrollado en discotecas Sony, para Estados Unidos, reutilizando esferas 3D utilizadas anteriormente en la portada del sencillo "Él" que para Estados Unidos, era diferente a la versión latina.

## Canciones
1. "Media naranja" (Fey)
2. "Azúcar amargo" (Tierna la noche)
3. "Díselo con flores" (El color de los sueños)
4. "Gatos en el balcón" (Fey)
5. "Bajo el arcoíris" (Tierna la noche)
6. "Él" (El color de los sueños)
7. "Me enamoro de ti" (Fey)
8. "Subidón" (Tierna la noche)
9. "Te pertenezco" (Tierna la noche)
10. "Ni tú ni nadie" (El color de los sueños)
11. "Fiebre del sábado" (Fey)
12. "Canela" (El color de los sueños)
13. "La noche se mueve" (Fey)
14. "Cielo líquido" (El color de los sueños)
15. "Muévelo" (Tierna la noche)
16. "Megamix" (sólo incluido en la versión mexicana)